# Cicinde Utara
Cicinde Utara is een bestuurslaag in het regentschap Karawang van de provincie West-Java, Indonesië. Cicinde Utara telt 6715 inwoners (volkstelling 2010).